# هارون (والي خراسان الغزنوي)
هارون (تُوفي عام 1035) كان الحاكم الفعلي (ثم الشاه) لخوارزم من عام 1032 إلى عام 1035. كان ابن ألتون تاش.
بعد وفاة والده في عام 1032، أصبح هارون فعليًا حاكمًا لخوارزم من السلطان الغزنوي مسعود. لم يُمنح لقب خوارزم شاه له، بل لابن مسعود سعيد؛ وكان مسعود لا يثق في ألتون تاش وربما أراد تجنب إعطاء ابنه قدرًا كبيرًا من السلطة. في عام 1034، ثار هارون ضد مسعود، وتولى لقب خوارزم شاه، والتفت إلى أعداء الغزنويين، وهم القراخانيين (في سمرقند) والسلاجقة، للحصول على الدعم. واستطاع مسعود أن يقضي على هذه الثورة بعد أن حصل على دعم حراس هارون، الذين اغتالوه. ثم سقطت خوارزم في يد إسماعيل خاندان شقيق هارون.